# Kledung (Kledung)
Kledung is een bestuurslaag in het regentschap Temanggung van de provincie Midden-Java, Indonesië. Kledung telt 2268 inwoners (volkstelling 2010).